# Hydrobiosella michaelseni
Hydrobiosella michaelseni là một loài Trichoptera trong họ Philopotamidae. Chúng phân bố ở miền Australasia.